# Дејв Ли
Дејвид Лег (Бродстерс, 1947 — Кентербери, 16. јануар 2012), познат као Дејв Ли, био је британски комичар познат по свом раду у околини Кента и свом раду на телевизији. Ли је основао прихватилиште како би помогао угроженој деци.

## Каријера
Ли је рођен у Бродстерсу. Када је имао пет година разболео се од туберкулозе, а касније је боловао још од неколико болести.
Каријеру је започео са тринаест година као бубњар у Чартхам средњој школи. Као комичар наступао је заједно са Мајклом Паркинсоном, Мајклом Аспелом и Џими Тарбуком. Појављивао се на телевизији у неколико емисија. Био је познат као навијач енглеског клуба Џилингама.
Основао је 1994. године Дејв Ли фондацију. Током свог живота помогао је многим болесним и сиромашним породицама из Кента. У новогодишњој додели 2003. године именован је за члана реда Британске империје за допринос у заједници у Кенту.
Умро је од рака пакреаса у шездесет и четвртој години. Сахрана је обављена у Кентерберијској катедрали у присуству комичара Џима Дејвидсона и Ричарда Дигенса и градоначелника Кентерберија.